# Gandalf
Gandalf ist einer der Protagonisten in den Fantasy-Romanen Der Hobbit und Der Herr der Ringe von J. R. R. Tolkien. Der Anführer der Gemeinschaft des Ringes ist einer von fünf Istari, mächtigen Zauberern in der fiktiven Welt Mittelerde. Der Name Gandalf ist dem Altnordischen entlehnt. In der älteren Edda wird in Völuspá 12 ein Zwerg mit dem Namen Gandálfr im Rahmen der sogenannten Dvergatal erwähnt. In den Filmadaptionen von Peter Jackson wird Gandalf von Ian McKellen verkörpert.

## Name
Gandalf wird auch Gandalf der Graue, später der Weiße, Gandalf Graurock, Mithrandir (Sindarin für „Grauer Pilger“), Olórin (sein Name in Valinor) oder Gandalf Sturmkrähe genannt. Der Name Gandalf ist dem Altnordischen entlehnt. In der älteren Edda wird in Völuspá 12 ein Zwerg mit dem Namen Gandálfr im Rahmen der sogenannten Dvergatal erwähnt:
| Original: Veggr ok Gandálfr, Vindálfr, Þorinn, Þrár ok Þráinn, Þekkr, Litr ok Vitr, Nýr ok Nýráðr, nú hefi ek dverga, Reginn ok Ráðsviðr, rétt um talða. | Übersetzung nach Simrock: Weigr, Gandalfr, Windalfr, Thrain, Theckr und Thorin, Thror, Witr und Litr, Nar und Nyradr; nun sind diese Zwerge, Regin und Raswidr, richtig aufgezählt. |

„Gandalf war der Name, den die Menschen des Nordens ihm gaben. Von den Elben [und den Menschen in Gondor] wurde er Mithrandir [S] genannt: auch die Westron-Formen Grauer Wanderer, Grauer Pilger und Grauer Bote wurden verwendet. Bei den Zwergen hieß er Tharkûn [Khuzdul: Stab-Mann oder Grau-Mann], bei den Haradrim Incánus [etwa Geist-Meister oder Nord-Spion, lat: grauhaarig], Gandalf Graurock bei den Rohirrim, und zu verschiedenen Zeiten wurde er als Sturmkrähe (Théoden), Láthspell (von Gríma) und der Graue Narr (von Denethor II., der ihm wegen seiner Freundschaft mit Thorongil [Aragorns Deckname zu der Zeit, als er in Gondor für Ecthelion II. tätig war], dem Rivalen seiner Jugend, misstraute) beschimpft. Er war auch bekannt […] als der Weiße Reiter. Sein ursprünglicher Name, der ihm in Valinor in seiner Jugend gegeben wurde, war Olórin [von Q: olos = Traum, Vision, Produkt der schöpferischen Phantasie]. Er war einer der Maia, vom Rang her dem Balrog und Sauron ebenbürtig.“

## Erscheinung

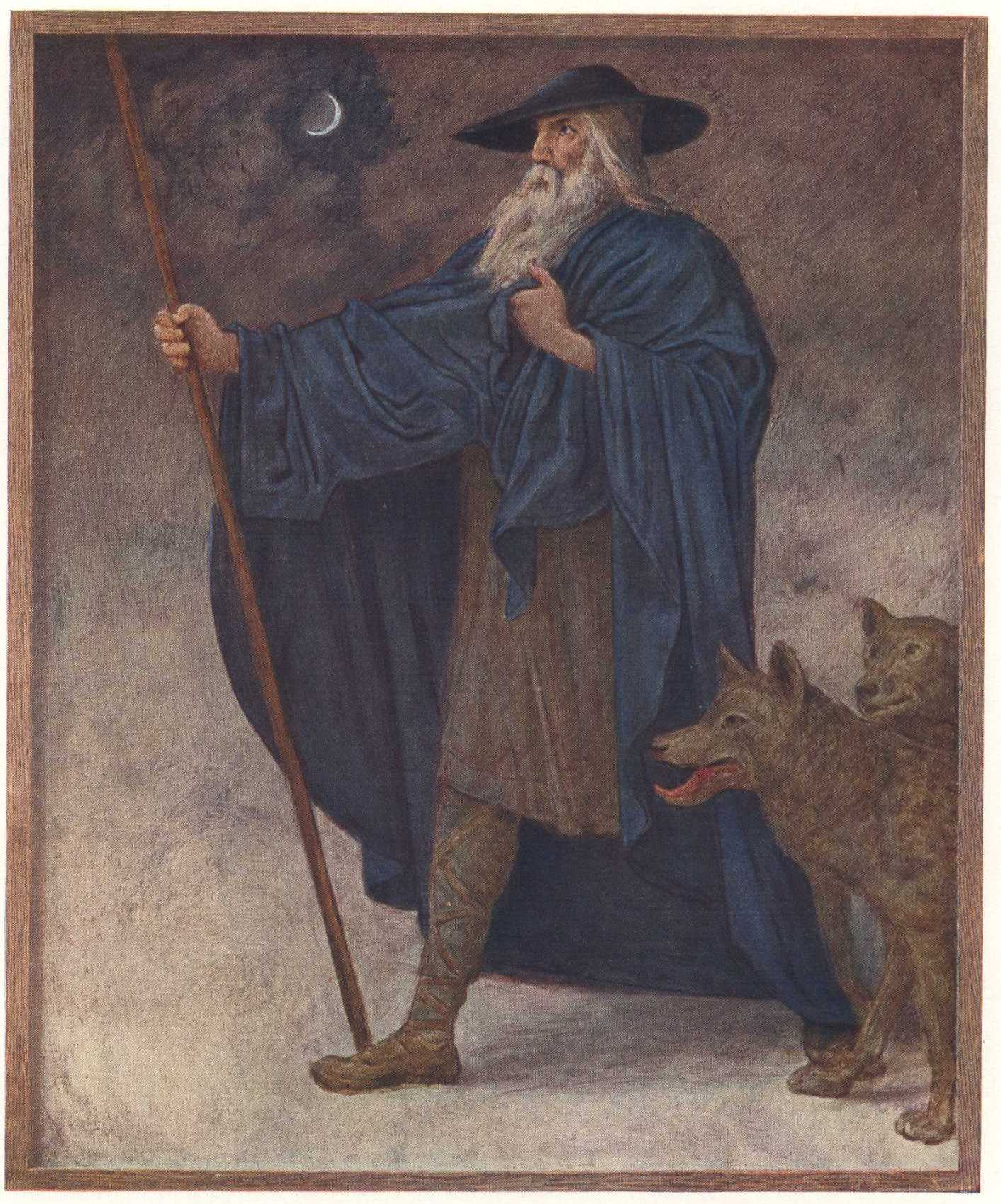
Ein Vorbild für Gandalf: der Gott Odin als Wanderer auf einem Werk von Hans Thoma

Das Erscheinungsbild Gandalfs entspricht der herkömmlichen Vorstellung eines typischen Zauberers. Er hat ein etwas faltiges Gesicht, trägt einen spitzen Hut, einen langen grauen Mantel und einen ebenfalls grauen Schal. Mit sich führt er einen langen Zauberstab aus Holz mit einem kleinen Edelstein an der Spitze sowie ein Schwert, welches unter dem Namen Glamdring oder auch Feind-Hammer bekannt ist. Dieses Schwert gehörte einst dem König von Gondolin, verschwand jedoch nach dem Untergang dieses Königreiches und wurde erst im dritten Zeitalter von Gandalf, Bilbo und den Zwergen in einer Trollhöhle gefunden. Außerdem ist er in Besitz einer Tabakpfeife, mit welcher er ab und zu auch einige Kunststücke wie Rauchringe erzeugt. Gandalf ist zudem in Erscheinung und Wirken sichtlich an den germanischen Zauber- und Kriegsgott Odin (engl. Woden, dt. Wodan) angelehnt, der Skandinavist Rudolf Simek bezeichnet den Zauberer in Tolkiens Werk als „odinische Führerfigur“.

## Gandalf inDer Hobbit
Im 1937 erschienenen Kinderbuch Der Hobbit bringt Gandalf zu Beginn des Romans die Gruppe aus Bilbo Beutlin und 13 Zwergen, angeführt von Thorin Eichenschild, zusammen, um den verlorenen Schatz der Zwerge zurückzuerobern. Er fungiert dabei als Berater und Beschützer der Gruppe und spielt eine entscheidende Rolle bei der Bewältigung von Hindernissen auf ihrer Reise zum Einsamen Berg. Gleichzeitig begleitet Gandalf die Abenteurer nicht während der gesamten Reise. Er verabschiedet sich vor der Durchquerung des Düsterwalds zur Erledigung dringender Angelegenheiten, die dem Leser des Hobbits jedoch nicht offenbart werden. Damit und durch seine Warnung vor aufkommenden Gefahren in Mittelerde wird die Geschichte  durch Gandalf als Schlüsselfigur in den Gesamtkontext Tolkiens Welt eingebettet.

## Popkulturelle Rezeption
Mit zunehmendem Erfolg der Herr-der-Ringe-Trilogie wurde insbesondere die Figur des weisen Anführers Gandalf populär. In den 1960er Jahren erreichte die Popularität solche Ausmaße, dass der Spruch Gandalf for President populär wurde und durch das Tragen eines Buttons deutlich gemacht wurde.
Der österreichische Musiker Heinz Strobl ist unter dem Künstlernamen Gandalf aktiv, ebenso die finnische Metal-Band Gandalf, in den 1960er Jahren die US-amerikanische Rockband Gandalf und die britische Progressive-Rockband Gandalf’s Fist. Zudem wurden die Gandalf Awards nach Gandalf benannt, Gandalf Ridge in der Antarktis, Gandalf Airlines und Gandalf Technologies.
In Ralph Bakshis Trickfilm Der Herr der Ringe aus dem Jahr 1978 wurde Gandalf von William Squire gesprochen, in der deutschen Fassung von Curt Ackermann. Für eine eventuelle Realverfilmung wurde lange über mögliche Besetzungen spekuliert und wurde als eine der, wenn nicht als die, wichtigste Personalie angesehen. Vielfach wurde über lange Zeit im Vorfeld Sean Connery favorisiert. Dieser lehnte die Rolle indes ebenso wie Anthony Hopkins ab und in Peter Jacksons Der-Herr-der-Ringe-Filmtrilogie (2001–2003) wurde der Zauberer vom Shakespeare-Darsteller Ian McKellen verkörpert, was diesem für den ersten Teil eine Oscar-Nominierung als Bester Nebendarsteller einbrachte.